# Puntius
A Puntius  a csontos halak (Osteichthyes) főosztályának sugarasúszójú halak (Actinopterygii)  osztályába, a pontyalakúak (Cypriniformes) rendjébe, a pontyfélék (Cyprinidae) családjába, és az Cyprininae alcsaládjába tartozó nem.

## Rendszerezés
A nemhez az alábbi fajok tartoznak.
- Puntius puntio (Hamilton, 1822)
- Puntius ticto (Hamilton, 1822)
- Puntius gelius (Hamilton, 1822)
- Puntius guganio (Hamilton, 1822)
- Puntius sophore (Hamilton, 1822)
- Puntius sarana (Hamilton, 1822)
- Puntius terio (Hamilton, 1822)
- Puntius phutunio (Hamilton, 1822)
- Rózsás díszmárna Puntius conchonius (Hamilton, 1822)
- Puntius chola (Hamilton, 1822)
- Puntius oligolepis (Bleeker, 1853)
- Puntius binotatus (Valenciennes, 1842)
- Puntius bimaculatus (Bleeker, 1863)
- Puntius bramoides (Valenciennes, 1842)
- Puntius brevis (Bleeker, 1850)
- Puntius burmanicus (Day, 1878)
- Puntius chelynoides (McClelland, 1839)
- Puntius cumingii (Günther, 1868)
- Puntius denisonii (Day, 1865)
- Puntius dorsalis (Jerdon, 1849)
- Puntius everetti (Boulenger, 1894)
- Puntius fasciatus (Jerdon, 1849)
- Puntius filamentosus (Valenciennes, 1844)
- Puntius orphoides (Valenciennes, 1842)
- Puntius parrah (Day, 1865)
- Puntius pentazona (Boulenger, 1894)
- Puntius pleurotaenia (Bleeker, 1863)
- Puntius punctatus (Day, 1865)
- Puntius punjabensis (Day, 1871)
- Puntius roseipinnis (Valenciennes, 1842)
- Puntius schanicus (Boulenger, 1893)
- Puntius semifasciolatus (Günther, 1868)
- Puntius sophoroides (Günther, 1868)
- Puntius stoliczkanus (Day, 1871)
- Puntius tetrazona (Bleeker, 1855)
- Puntius vittatus (Day, 1865)
- Puntius waageni (Day, 1871)
- Puntius jerdoni (Day, 1870)
- Puntius lateristriga (Valenciennes, 1842)
- Puntius leiacanthus (Bleeker, 1860)
- Farkfoltos díszmárna (Puntius mahecola) (Valenciennes, 1844)
- Puntius melanampyx (Day, 1865)
- Puntius microps (Günther, 1868)
- Puntius montanoi (Sauvage, 1881)
- Bíborfejű díszmárna Puntius nigrofasciatus (Günther, 1868)
- Puntius ambassis (Day, 1869)
- Puntius amphibius (Valenciennes, 1842)
- Puntius aphya (Günther, 1868)
- Puntius arenatus (Day, 1878)
- Puntius arulius (Jerdon, 1849)
- Puntius assimilis (Jerdon, 1849)
- Puntius aurotaeniatus (Tirant, 1885)
- Puntius lindog (Herre, 1924)
- Puntius anchisporus (Vaillant, 1902)
- Puntius asoka (Kottelat & Pethiyagoda, 1989)
- Puntius bandula (Kottelat & Pethiyagoda, 1991) syn: Puntius banksi(Herre, 1940)
- Puntius bantolanensis (Day, 1914)
- Puntius katalo (Herre, 1924)
- Puntius baoulan (Herre, 1926)
- Puntius cataractae (Fowler, 1934)
- Puntius cauverniensis (Hora, 1937)
- Puntius clemensi (Herre, 1924)
- Puntius compressiformis (Cockerell, 1913)
- Puntius coorgensis (Jayaram, 1982)
- Puntius crescentus (Yazdani & Singh, 1994)
- Puntius deccanensis (Yazdani & Babu Rao, 1976)
- Puntius disa (Herre, 1932)
- Puntius dorsimaculatus (Ahl, 1923)
- Puntius dunckeri (Ahl, 1929)
- Puntius endecanalis (Roberts, 1989)
- Puntius flavifuscus (Herre, 1924)
- Puntius foerschi (Kottelat, 1982)
- Puntius fraseri (Hora & Misra, 1938)
- Puntius gemellus (Kottelat, 1996)
- Puntius hemictenus (Jordan & Richardson, 1908)
- Puntius herrei (Fowler, 1934)
- Puntius hexazona (Weber & de Beaufort, 1912)
- Puntius jacobusboehlkei (Fowler, 1958)
- Puntius jayarami (Vishwanath Singh & Tombi Singh, 1986)
- Puntius joaquinae (Wood, 1968)
- Puntius johorensis (Duncker, 1904)
- Puntius katolo (Herre, 1924)
- Puntius kuchingensis (Herre, 1940)
- Puntius lanaoensis (Herre, 1924)
- sávos díszmárna (Puntius lineatus) (Duncker, 1904)
- Puntius manalak (Herre, 1924)
- Puntius manguaoensis (Day, 1914)
- Puntius martenstyni (Kottelat & Pethiyagoda, 1991)
- Puntius masyai (Smith, 1945)
- Puntius morehensis (Arunkumar & Tombi-Singh, 1998)
- Puntius mudumalaiensis (Menon & Rema Devi, 1992)
- Puntius nangalensis (Jayram, 1990)
- Puntius narayani (Hora, 1937)
- Puntius okae (Fowler, 1949)
- Puntius amarus (Herre, 1924)
- Puntius ophicephalus (Raj, 1941)
- Puntius pachycheilus (Herre, 1924) syn: Cephalakompsus pachycheilus
- Puntius partipentazona (Fowler, 1934)
- Puntius paucimaculatus (Wang & Ni, 1982)
- Puntius rhomboocellatus (Koumans, 1940)
- Puntius roloffi (Klausewitz, 1957)
- Puntius sachsii (Ahl, 1923)
- Puntius sahyadriensis (Silas, 1953)
- Puntius sealei (Herre, 1933)
- Puntius setnai (Chhapgar & Sane, 1992)
- Puntius shalynius (Yazdani & Talukdar, 1975)
- Puntius sharmai (Menon & Rema Devi, 1992)
- Puntius singhala (Duncker, 1912)
- Puntius sirang (Herre, 1932)
- Puntius spilopterus (Fowler, 1934)
- Puntius srilankensis (Senanayake, 1985)
- Puntius takhoaensis (Nguyen & Doan, 1969)
- Puntius tambraparniei (Silas, 1954)
- Puntius titteya (Deraniyagala, 1929)
- Puntius tras (Herre, 1926)
- Puntius tumba (Herre, 1924)
- Puntius trifasciatus (Kottelat, 1996)
- Puntius umalii (Wood, 1968)
- Puntius chalakkudiensis (Menon, Rema Devi & Thobias, 1999)
- Puntius rhombeus (Kottelat, 2000)
- Puntius manipurensis (Menon, Rema Devi & Viswanath, 2000)
- Puntius meingangbii (Arunkumar & Singh, 2003)
- Puntius kannikattiensis (Arunachalam & Johnson, 2003)
- Puntius yuensis (Arunkumar & Singh, 2003)
- Puntius ornatus (Vishwanath & Laisram, 2004)
- Puntius tiantian (Kullander & Fang, 2005)
- Puntius didi (Kullander & Fang, 2005)
- Puntius exclamatio (Pethiyagoda & Kottelat, 2005)
- Puntius muvattupuzhaensis (Jameela Beevi & Ramachandran, 2005)
- Puntius bunau (Rachmatika, 2005)
- Puntius pookodensis (Mercy & Eapen, 2007)
- Puntius khugae (Linthoingambi & Vishwanath, 2007)
- Puntius ater (Linthoingambi & Vishwanath, 2007)
- Puntius erythromycter (Kullander, 2008)
- Puntius kamalika (Silva, Maduwage & Pethiyagoda, 2008)
- Puntius kelumi (Pethiyagoda, Silva, Maduwage & Meegaskumbura, 2008)
- Puntius macrogramma (Kullander, 2008)
- Puntius nankyweensis (Kullander, 2008)
- Puntius padamya (Kullander & Britz, 2008)
- Puntius thelys (Kullander, 2008)
- Puntius pugio (Kullander, 2008)
- Puntius reval (Meegaskumbura, Silva, Maduwage & Pethiyagoda, 2008)